# Pater

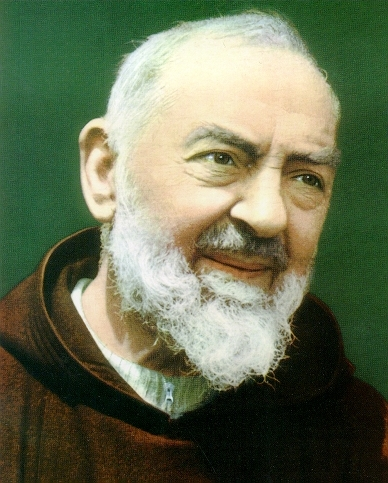
Pater Pio

Pater is in de Rooms-Katholieke Kerk de naam die gegeven wordt aan een monnik, kloosterling, missionaris of lid van een religieuze congregatie die priester is.
Het woord zelf komt uit het Latijn, Grieks en Umbrisch en betekent "vader". Een frater ("broeder") is ook een lid van een kloostergemeenschap, religieuze congregatie of niet-diocesaan instituut, maar géén priester. Het woord pater wordt hetzelfde vervoegd in het Latijn als mater, wat moeder betekent.
Een missiepater is een pater die zich bezighoudt met missionaire bezigheden.
In de Oosters orthodoxe kerk wordt een priester-monnik een hiëromonnik genoemd.